# Тюлелиев, Константин Александрович
Константин Александрович Тюлелиев (1872 — не ранее 1926) — русский педагог.
Родился 8 (20) февраля 1872 года в Москве в семье преподавателя математики Александра Степановича Тюлелиева.
В 1894 году окончил Санкт-Петербургский историко-филологический институт. Был назначен преподавателем русского, латинского и греческого языков в Брестскую прогимназию. Затем преподавал греческий язык в Нижегородских мужской и женской гимназиях (1898—1908) и в 3-й Санкт-Петербургской (1909—1913). Исполнял обязанности инспектора 6-й Санкт-Петербургской гимназии.
Им были изданы:
- О значении древних языков. — СПб., 1898. — 41 с.
- История педагогики / Д-р Г. Веймер; С нем. пер. К. Тюлелиев. — СПб.; М.: Т-во М.О. Вольф, [1908]. — [4], 124, VIII, III с.
- История римской литературы: Пособие для студентов-филологов и преп. латин. яз.: Пер. и предисл. [с библиографией на рус. яз.] К. Тюлелиева. Ч. 1. / Эдгар Мартини[нем.]. — СПб.; М.: т-во М. О. Вольф. — 1912. — 4, IV, II, 419 с.
- Темпераменты и их значение в воспитании. — СПб.; М.: Изд. Т-ва М. О. Вольф, 1912. — 19 с.
- Характер, его сущность и разновидности. — СПб.; М.: Изд. Т-ва М. О. Вольф, 1912. — 24 с. — (Задушевное воспитание / Под ред. Виктора Русакова)
- Конспект урока Горация в VIII кл. Гимн Меркурию-Гермесу: (Hor. Carm. 1, 10). — [Санкт-Петербург] : тип. В.Д. Смирнова, [1913].
- Образовательная ценность латинского языка перед судом современной педагогической науки. — СПб.; М.: Т-во М. О. Вольф, 1914. — 23 с. — (Задушевное воспитание)
- Как читать римских поэтов в гимназии. — Петроград: т-во «Просвещение», [1915]. — 136 с.
- Избранные стихотворения Овидия для гимназий. — Петроград: т-во «Просвещение», 1915. — XXIV, 171 с.

Совместно с Г. Г. Зоргенфреем составил учебное пособие Римские древности (1905), переиздававшееся в 1910 и 1913 годах. В соавторстве с Е. М. Арбатским составил «Грамматику и хрестоматию (Vestibulum linuae latinae) латинского языка для гимназий и прогимназий (2-изд., испр. и доп. — СПб.: т-во «Просвещение», 1916. — 300 с.).

## Источник
- Русская интеллигенция : Автобиографии и биобиблиографические документы в собрании С. А. Венгерова. В 2. т. / Рос. акад. наук. Ин-т рус. лит. (Пушк. дом); Под ред. В. А. Мыслякова. — СПб.: Наука, 2001. — Т. 2: М-Я. — С. 487. — 762с. — ISBN 978-5-02-025559-3